# سیارک ۲۹۲۰۸
سیارک ۲۹۲۰۸ (به انگلیسی: 29208 Halorentz، نامگذاری:1991RT2) بیست و نه هزار و دویست و هشتمین سیارک کشف شده‌است که در ۹ سپتامبر ۱۹۹۱ کشف شد.